# 西武多摩湖線
多摩湖線（たまこせん）は、東京都国分寺市の国分寺駅から東村山市の多摩湖駅を結ぶ西武鉄道の鉄道路線である。駅ナンバリングで使われる路線記号はST。

## 路線データ
- 路線距離（営業キロ）：9.2km
- 軌間：1067mm
- 駅数：7駅（起終点駅含む）
- 複線区間：なし（全線単線）
- 電化区間：全線（直流1,500V架空電車線方式）
- 閉塞方式：自動閉塞式
- 最高速度：100 km/h[1]

## 運行形態
定期列車の列車種別は現在各駅停車のみである。2013年3月16日のダイヤ改正より、ワンマン運転の線内折り返し列車が主体となっている。基本的には国分寺駅 - 多摩湖駅間の全線通し運転で、国分寺駅 - 萩山駅および萩山駅 - 多摩湖駅間の区間運転列車も設定されている。昼間時間帯は、全線通しの列車が毎時3本と、国分寺駅 - 萩山駅が毎時3本、それぞれ交互に運転されるのが基本パターンになっている。そのため、昼間時間帯は国分寺駅 - 萩山駅間が10分おき、萩山駅 - 多摩湖駅間が20分おきのダイヤとなっている。
かつては後述のように、萩山駅 - 多摩湖駅間において拝島線・新宿線への直通列車が多数運転されていたが、2022年現在は小平発着・西武新宿発着合わせて平日1往復、土休日4往復（不定期運行）に限られる。拝島線直通列車は、平日は定期運行で早朝に小平駅発多摩湖駅行き、多摩湖駅発西武新宿駅行きの各駅停車がそれぞれ1本運転され、土休日はすべて不定期運行で朝に多摩湖発小平行きの各駅停車、西武新宿発多摩湖行きの急行、夕方に多摩湖発西武新宿行きの急行と小平発多摩湖行きの各駅停車がそれぞれ2本ずつ運転されるのみとなっている。
沿線地域の生活路線である一方、終点の多摩湖駅で接続する山口線と合わせて、西武新宿線の東京都内方面やJR中央線方面から、西武園ゆうえんち来園客および西武ドームへのイベント観客輸送を担っている一面もあり、野球やコンサート開催時を中心に、前述の国分寺駅 - 萩山駅間の区間運転列車の多摩湖駅までの延長運転や、不定期列車として西武新宿駅 - 多摩湖駅間の急行（土休日のみ）と小平駅 - 多摩湖駅間の各駅停車が運行され、多客輸送に対応している。

### 過去の運行形態と行楽期の臨時列車
2022年3月のダイヤ改正までは昼間時間帯は、全線通しの列車が毎時3本と、国分寺駅 - 萩山駅が毎時2本運行され、国分寺駅 - 萩山駅間は10分-20分間隔と不規則であったが、国分寺駅 - 萩山駅間の列車増発により解消された。
2013年3月15日までは、国分寺駅 - 萩山駅間の折り返し運転と、西武遊園地駅から萩山駅を経由し拝島線の小平駅まで直通（一部は新宿線に乗り入れて西武新宿駅まで）運転される系統に二分されていたほか、平日朝に国分寺駅 - 一橋学園駅間の区間列車が運転されていた。
また、拝島線・新宿線と直通する急行も定期運転されていた。平日の一部の急行は萩山駅で拝島方面の列車との分割併合を行っており、これは10両編成であったため朝の上り列車では1号車が女性専用車として設定されていた。しかしこれらは年々縮小され、分割併合は2013年3月16日のダイヤ改正で消滅、さらに2016年3月26日のダイヤ改正で土曜休日の西武新宿駅 - 西武遊園地間の急行が不定期化されたことで、拝島線・新宿線へ直通する定期運転の急行は消滅した。
1996年のダイヤ改正までは野球もしくはイベント開催時に限り国分寺駅 - 西武遊園地駅間を直通運転する「準急」が設定されており、萩山駅 - 西武遊園地駅間を通過運転していた。本来ならば「急行」または「快速急行」とすべきであるが、すでに急行と快速が萩山駅 - 西武遊園地駅間各駅停車として設定され、快速急行は国分寺駅 - 萩山駅での急行運転用に予約しており、苦肉の策として同区間で設定のなかった準急を割り当てた。
また、1998年のダイヤ改正までは不定期で萩山駅 - 西武遊園地駅間の区間運転列車として「快速急行」が設定されていた。途中停車駅はなかったが、のちに八坂駅・武蔵大和駅にも停車していた。主に西武ライオンズ球場（当時）で野球もしくはイベントが開催される時の西武新宿駅からの直通列車で、臨時として小平駅 - 西武遊園地駅間でも運転されていた。また当時の多摩湖線のホーム有効長の関係で4両編成で運転されていた時期もあった。

## 使用車両

### 使用車両の変遷
国分寺 - 萩山間は、かつて311系や351系といった17m車3両編成が中心に使われており、西武鉄道で最後まで吊り掛け駆動の旧型車両（いわゆる赤電）を使用していた線区であった。これは、多摩湖線国分寺駅のホーム有効長が60m程度しかなく、20m車4両編成の入線が不可能だったためである。このため、1990年6月に多摩湖線ホームを現在の本町四丁目商店街の道路を連絡通路で跨いだ萩山寄りの西武バス折返場（国分寺駅北入口バス停）そばに移設し、営業キロを0.1km短縮、踏切1か所が除去された。これをもって351系は引退し、西武線内の冷房化率100%を達成した。その後は新宿線系統に配属されていた401系や701系・801系などに一旦は置き換えられたが、同車の廃車進捗により1996年には101系に統一された。

#### ワンマン運転の開始
1998年11月から国分寺 - 萩山間でワンマン運転が開始されることになり、これにあわせ多摩川線向けの旧101系ワンマン車1本と新規に改造した新101系ワンマン車3本が投入された。その後旧101系は2008年1月に撤退している。
以降新101系はさらに投入されて6本体制となり、2013年3月のダイヤ改正で運転系統が統合されてからは全線でワンマン運転が行われている。4運用のため予備は2本となるが、2010年以降においては多摩川線との車両交換（甲種輸送）を行う際にこの中から多摩川線へ行く編成に加えて263編成の計2本が抜けるため、予備を全て使うことになる。
なおワンマン運転開始後も、車両が不足する際には非ワンマン車が車掌乗務の上で使用される。

#### 4ドア車への置き換え
2021年2月の国分寺駅へのホームドア設置のため、2020年から2021年にかけて9000系5本を4両・ワンマン化改造の上で投入し、新101系ワンマン車を置き換えた。この時はシビアな動きをしており、まず2020年2月に新101系に廃車が発生したものの、9000系の運用開始は半年以上後の10月であった。この間ワンマン車は5本体制となり、前述の通り甲種輸送時には車両が不足するため、新2000系での代走が見られた。また新101系撤退時点では9000系が3本しかおらず、4月までの間は再び新2000系での代走が見られた。
新101系の運用は2月7日をもって一旦終了し、その後同18日から22日までの5日間で「ありがとう101系多摩湖線ラストランウィーク」として赤電カラーの259編成が最後の運行を行った。

### 現在の車両
ワンマン運用
- 9000系ワンマン車 - 直通列車以外は全てこの車両で運転される。5編成で4つの運用を賄っている。
- 新2000系4両編成 - 車両不足時の代走に使用される。その場合は車掌乗務での運行となる。

拝島線・新宿線直通運用
萩山 - 多摩湖間では8両編成の直通列車が設定されているため、西武新宿線使用車両も乗り入れる。
- 2000系・新2000系
- 20000系
- 30000系

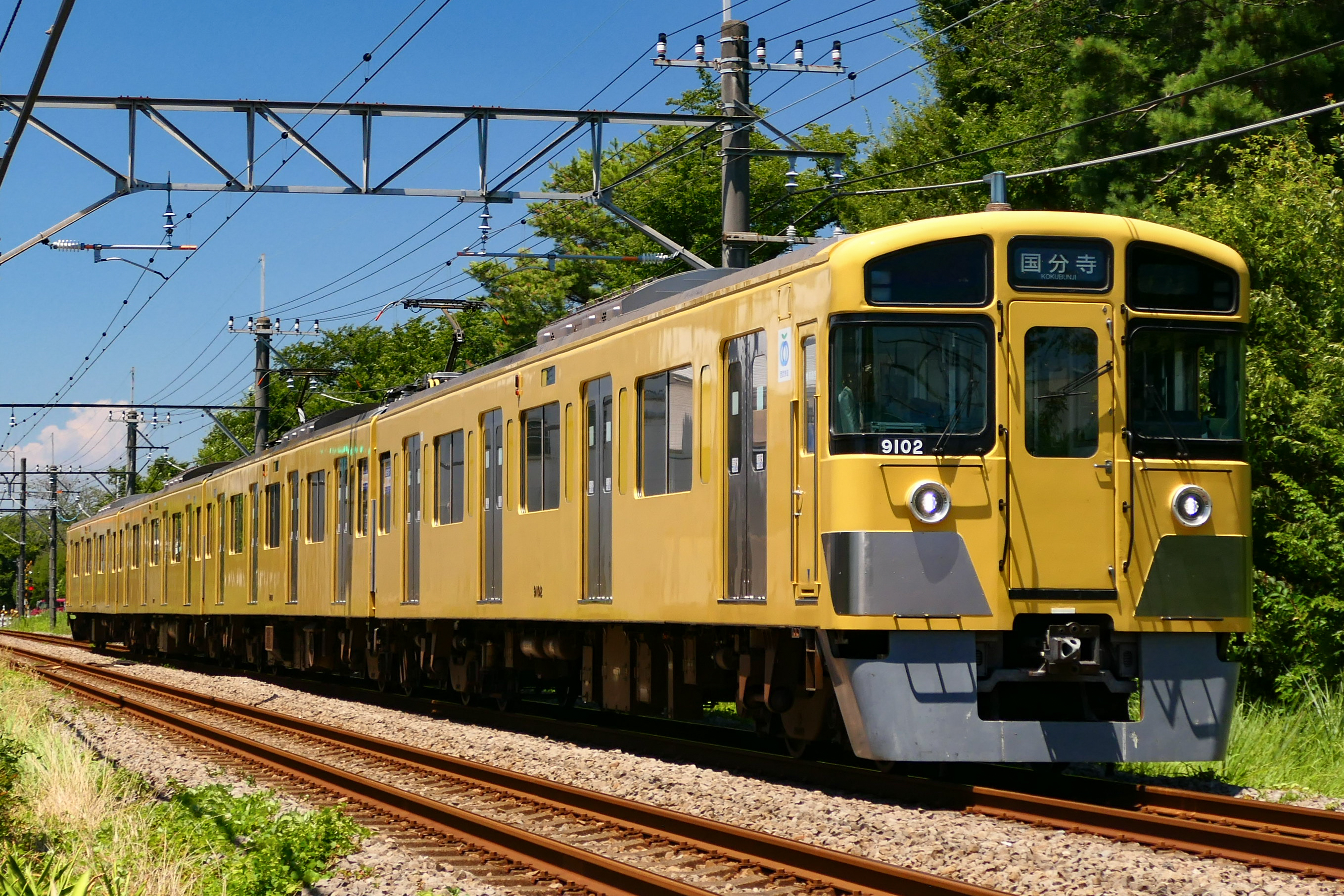
9000系 （2023年7月30日 武蔵大和駅 - 八坂駅間）
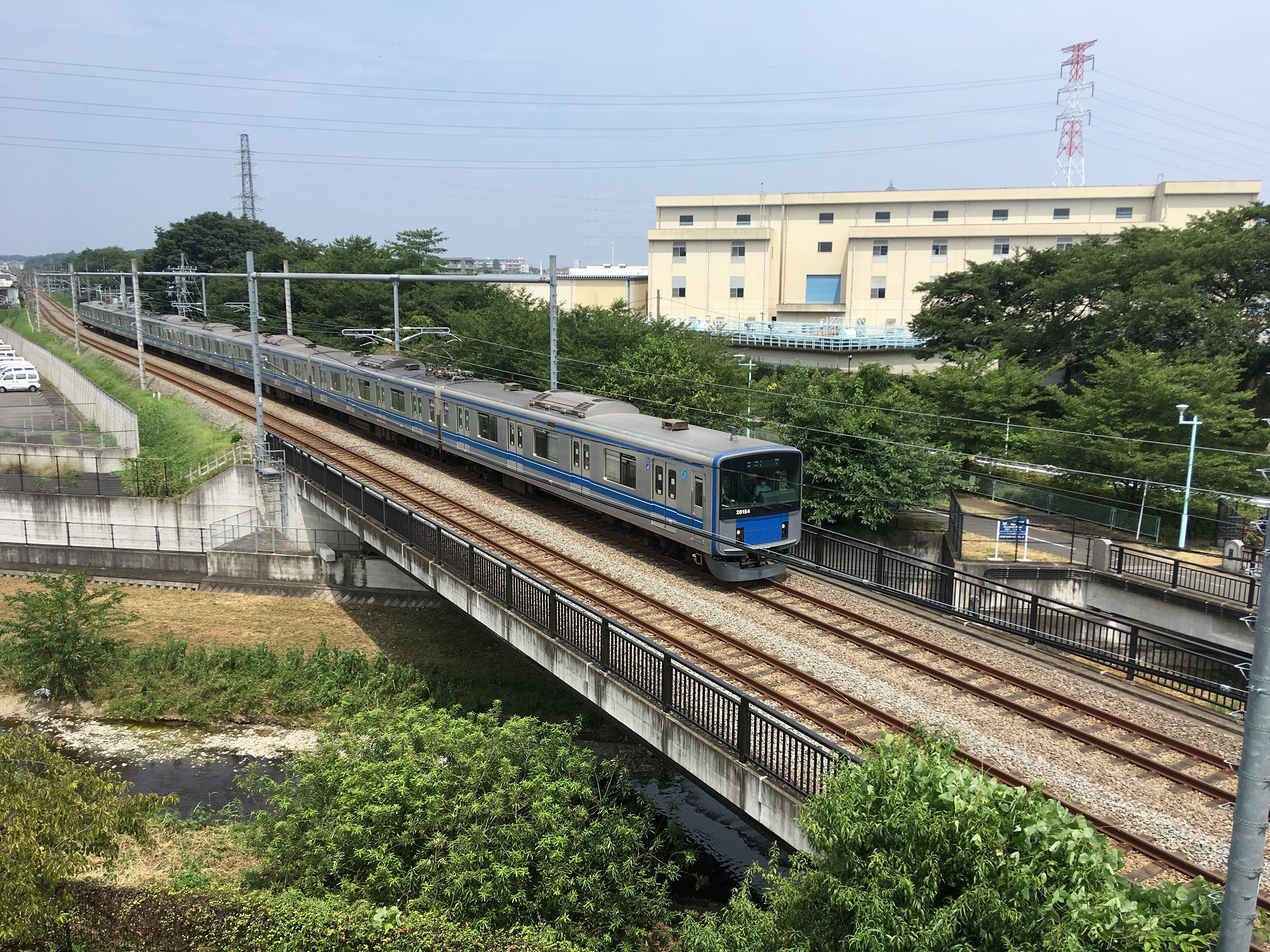
20000系 （2020年8月10日 八坂駅 - 武蔵大和駅間）
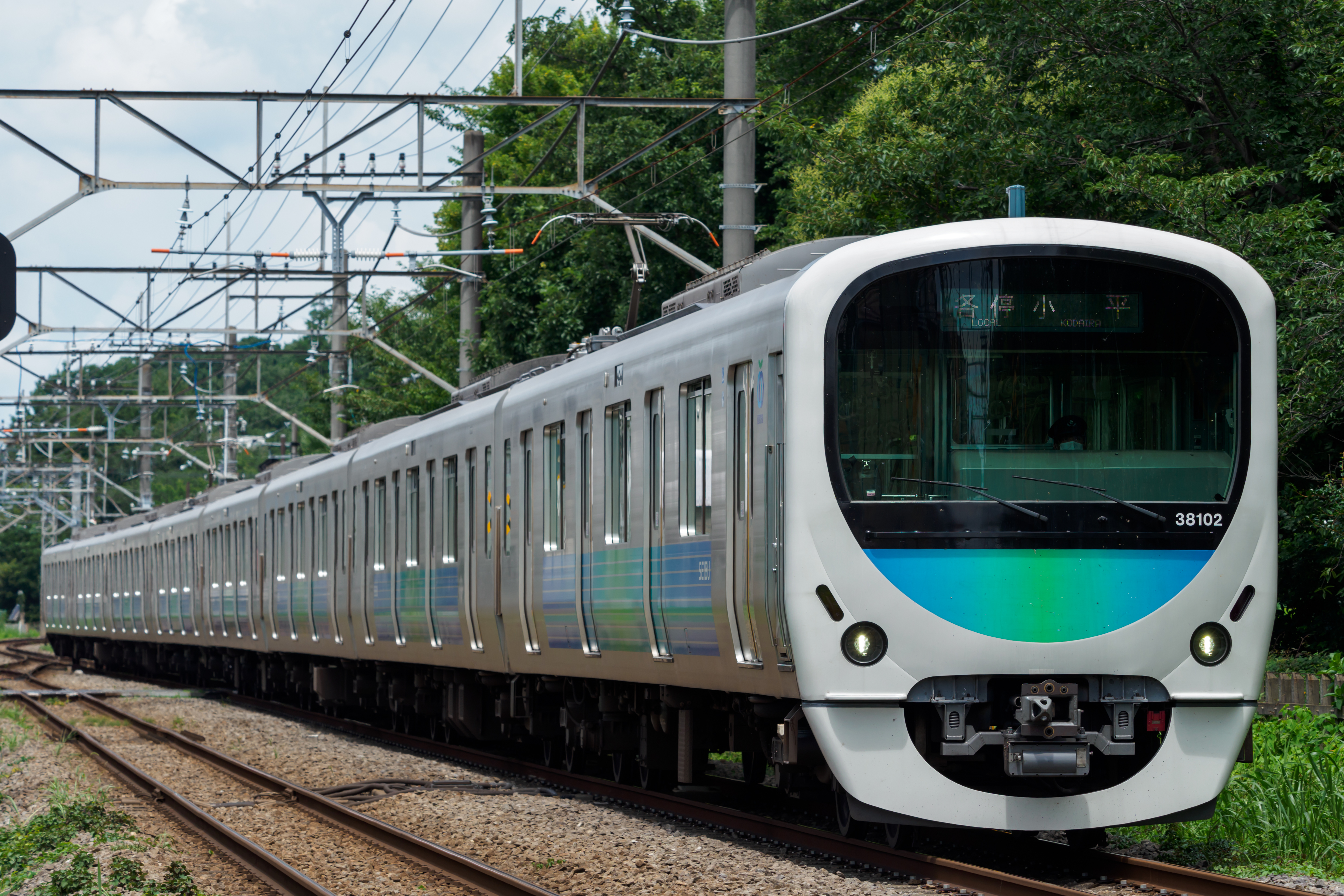
30000系 （2020年8月1日 八坂駅 - 武蔵大和駅間）
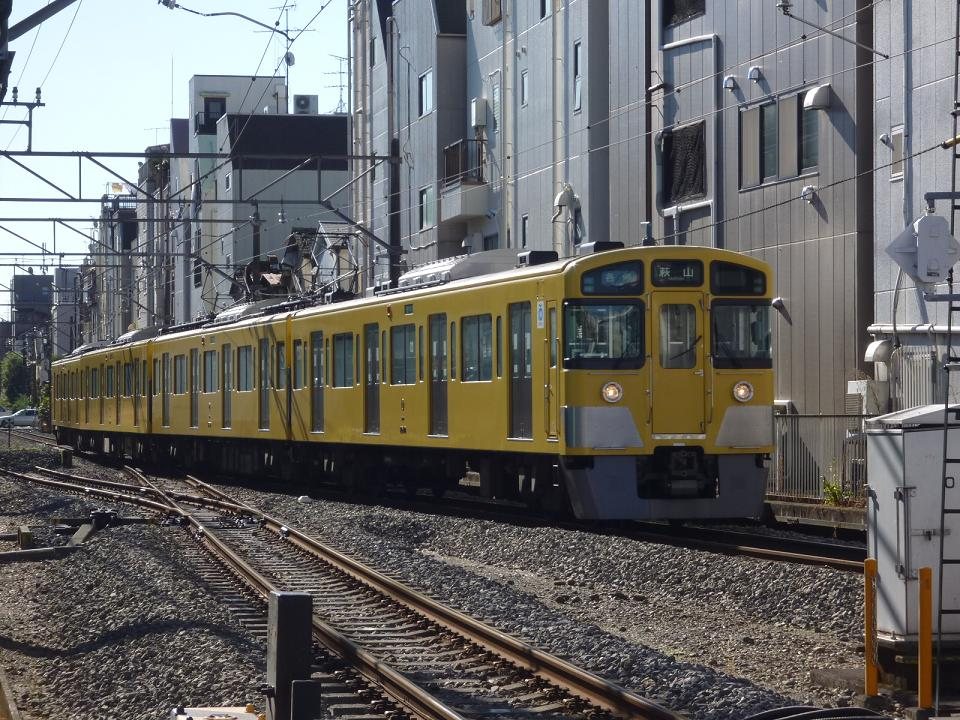
新2000系 （2010年12月10日 一橋学園駅）

### 過去の車両
- 401系（初代）（ - 1973年）
- 451系（ - 1984年）
- 551系・571系（ - 1988年）
- 351系（ - 1990年）
- 401系（2代）（ - 1996年）
- 701系・801系（1990年 - 1996年）
- 旧101系（ - 2008年）
- 新101系（ - 2021年）

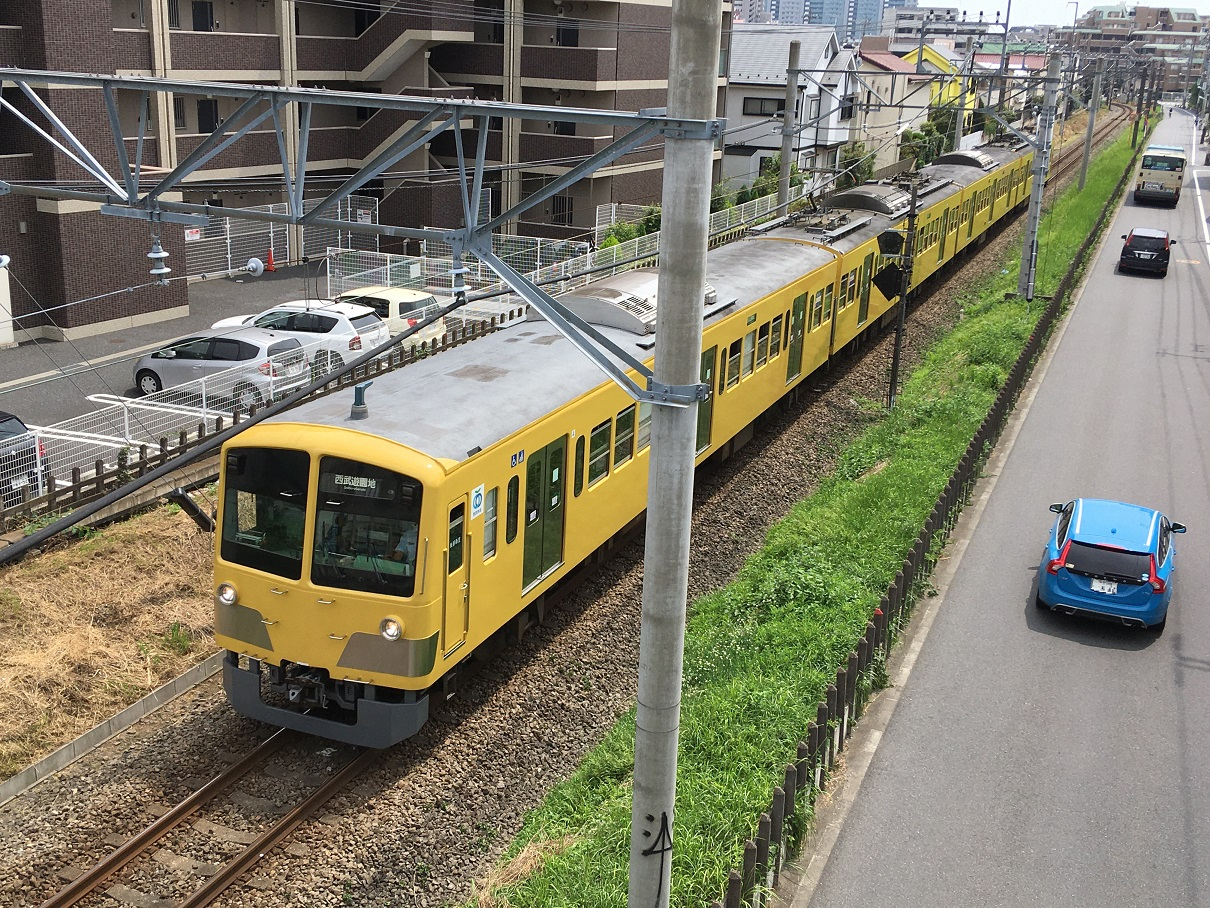
新101系 （2020年8月7日 国分寺駅 - 一橋学園駅間）
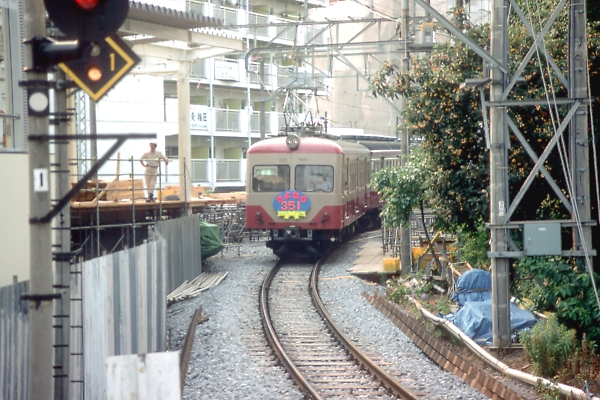
351系のさよなら運転 （1990年 国分寺駅旧ホームから撮影。左奥に見えるのは現在のホーム）

### その他
- 10000系- ミステリートレインとしての入線実績がある[6]。
- 52席の至福 - 特別運行時に萩山 - 多摩湖間へ入線することがある。

### 導入予定の車両
- 東急9000系（西武での形式は未定）- 2025年度以降「サステナ車両」として東急電鉄より譲渡を受け、本路線にも投入予定[7]。

## 歴史
元々は堤康次郎の箱根土地が所有する小平の分譲地の輸送手段として国分寺-小平間の鉄道免許を取得したことがはじまりで、続いて1927年に完成した村山貯水池へ延伸する免許を取得し、子会社の多摩湖鉄道により開業した路線である。後に箱根土地系列となった武蔵野鉄道（現・西武鉄道の前身）と1940年に合併した。複雑な路線の伸縮、駅の改廃・改称を繰り返している。また、戦後かなりの間、1500Vの他線区とは異なり、架線電圧は600Vのまま残されていた。

### 年表
- 1925年（大正14年）10月10日：箱根土地に対し鉄道免許状下付（北多摩郡国分寺村-同郡東村山村）[10]。
- 1927年（昭和2年）11月16日：鉄道免許状下付（北多摩郡東村山村大字野口字萩山-同郡同村大字宅部村山貯水池下）[11]。
- 1928年（昭和3年）
  - 1月15日：多摩湖鉄道株式会社設立（本社北多摩郡谷保村、取締役は箱根土地の中島陟）[12][13]。
  - 3月5日：鉄道敷設権を多摩湖鉄道に譲渡（許可）[14]。
  - 4月6日：多摩湖線国分寺駅 - 萩山駅間 (4.4km 国分寺、桜堤、小平学園、青梅街道、萩山) 開業[15]。
  - 11月2日：小平線萩山駅 - 本小平駅間 (1.0km) 開業[16]。本小平駅は多摩湖鉄道の駅で当初は小平駅と称し[17]、西武鉄道（旧）の小平駅近くに設置された。
- 1929年（昭和4年）7月1日：鉄道免許状下付（北多摩郡東村山村-入間郡山口村間）[18]
- 1930年（昭和5年）
  - 1月23日：萩山駅 - 村山貯水池（仮）駅間 (3.6km) 開業[19]。村山貯水池（仮）駅は現在の武蔵大和駅で、現在の場所より八坂駅寄りにあった。
  - 5月7日：国分寺駅 - 村山貯水池（仮）駅電化（直流600V）。
- 1932年（昭和7年）8月15日：萩山駅 - 本小平駅間電化[13]（直流600V）。
- 1933年（昭和8年）
  - 4月6日：東国分寺駅開業。
  - 9月11日：商大予科前駅開業。桜堤駅移転。
- 1934年（昭和9年）4月12日：国分寺 - 萩山間蒸気動力廃止[13]。
- 1936年（昭和11年）12月30日：村山貯水池（仮）駅 - 村山貯水池駅間 (0.9km) 開業[20]。村山貯水池（仮）駅は武蔵大和駅に改称のうえ現在位置に移設。
- 1939年（昭和14年）1月：厚生村駅開業。
- 1940年（昭和15年）3月12日：武蔵野鉄道に合併。
- 1942年（昭和17年）10月1日：八坂駅開業。
- 1945年（昭和20年）2月3日：東国分寺駅、桜堤駅、厚生村駅休止。
- 1949年（昭和24年）
  - 5月：商大予科前駅を一橋大学駅に改称。
  - 11月15日：本小平駅を小平駅に統合。
- 1951年（昭和26年）9月1日：狭山公園前駅を多摩湖駅に改称。
- 1953年（昭和28年）1月15日：休止中の桜堤駅、厚生村駅廃止。
- 1954年（昭和29年）10月10日：休止中の東国分寺駅廃止。
- 1955年（昭和30年）3月18日：小平駅 - 萩山駅間が1500Vに昇圧。
- 1958年（昭和33年）9月16日：萩山駅 - 多摩湖駅間が1500Vに昇圧。萩山駅の配線変更、多摩湖駅方に0.3km移設および新宿線から多摩湖までの直通運転を開始。
- 1961年（昭和36年）
  - 9月20日：多摩湖駅移転 (+0.4km)。
  - 9月21日：国分寺駅 - 萩山駅間が1500Vに昇圧（全線昇圧完了）。
- 1962年（昭和37年）9月1日：小平駅 - 萩山駅間を上水線（現・拝島線）に編入。
- 1963年（昭和38年）4月5日：回田信号場開設。
- 1966年（昭和41年）7月1日：一橋大学駅を小平学園駅と併合し一橋学園駅に改称。本町信号場開設。
- 1979年（昭和54年）3月25日：多摩湖駅を西武遊園地駅に改称[21]。
- 1985年（昭和60年）：ダイヤ改正で野球・イベント開催時のみ、国分寺 - 西武遊園地間に準急を新設。
- 1990年（平成2年）6月24日：国分寺駅改良により営業キロ短縮 (-0.1km) 。国分寺駅 - 萩山駅間車両大型（20m車）化。
- 1996年（平成8年）3月28日：ダイヤ改正で野球・イベント開催時の準急廃止。再び、全区間普通（各駅停車）に統一。
- 1998年（平成10年）
  - 8月21日：国分寺駅 - 萩山駅間でワンマン運転開始[22]。ただし、朝ラッシュ時間帯は保安要員が添乗[22]。
  - 11月20日：朝ラッシュ時の保安要員添乗をやめ、完全ワンマン化[22]。
- 2012年（平成24年）6月30日：ダイヤ改正で朝ラッシュ時の分割とともに平日の下り急行が廃止（上り併結は継続）。
- 2013年（平成25年）3月16日：ダイヤ改正で朝ラッシュ時の併結とともに平日の急行が廃止。全線ワンマン運転が開始され、一部を除いて小平駅 - 西武遊園地駅間の運行形態を国分寺駅 - 萩山駅間の運転形態と統合。国分寺駅 - 一橋学園駅間の区間運転が廃止され、国分寺駅 - 西武遊園地駅間のワンマン運転が基本となる。
- 2016年（平成28年）
  - 3月22日：ダイヤ改正で土曜休日ダイヤでの急行が不定期化され、定期運行の急行が消滅。
  - 8月22日：台風第9号による影響で武蔵大和駅 - 西武遊園地駅間で法面崩壊が発生。当該地点に停車していた西武遊園地駅発国分寺行の電車（4両編成）が土砂に押し上げられ脱線した。乗務員を含む7名に怪我はなかった。この日から萩山駅 - 西武遊園地駅間が運休[23]。東村山駅 - 武蔵大和駅間に臨時バスによる代行輸送および西武園線終電車の延長運転が行われた[24]。
  - 9月6日：萩山駅 - 西武遊園地駅間の運転再開[25]。
- 2020年（令和2年）10月1日：9000系ワンマン車の営業運転が開始[26]。
- 2021年（令和3年）
  - 2月7日：この日をもって新101系は多摩湖線から一時撤退。
  - 2月22日：18日から行われた「ありがとう101系多摩湖線ラストランウィーク」終了をもって多摩湖線での新101系の運行を終了[27]。
  - 3月13日：西武遊園地駅を多摩湖駅に改称[28][29]。

## キロポストについて
多摩湖線のキロポストは、国分寺駅→萩山駅で一区切りになり、萩山駅→多摩湖駅については、拝島線小平駅からの通算となる。このため、拝島線も萩山駅で一旦途切れることになる（萩山駅 - 小川駅間は小川駅から萩山駅に向かってキロポストが打たれる）。なお、国分寺駅には0kmポストがなく、0.1kmから始まっているが、これは同駅の改良により駅の位置が変更されたためである。

## 駅一覧
- 全駅東京都内に所在。

凡例
●：停車、｜：通過
各駅停車はすべての駅に停車（表では省略）
線路（全線単線） … ◇：列車交換可、｜：列車交換不可
駅番号は2013年3月までに順次導入された。
| 駅番号 | 駅名       | 駅間キロ | 累計キロ    | 累計キロ       | 急行                  | 接続路線                                                             | 線路 | 所在地   |
| 駅番号 | 駅名       | 駅間キロ | 国分寺 から | 西武 新宿 から | 急行                  | 接続路線                                                             | 線路 | 所在地   |
| ------ | ---------- | -------- | ----------- | -------------- | --------------------- | -------------------------------------------------------------------- | ---- | -------- |
| ST01   | 国分寺駅   | -        | 0.0         | -              | 拝島線経由 新宿線直通 | 西武鉄道： 国分寺線 (SK01) 東日本旅客鉄道： 中央線 (JC 16)           | ｜   | 国分寺市 |
|        | 本町信号場 | -        | (1.2)       | -              | 拝島線経由 新宿線直通 |                                                                      | ｜   | 小平市   |
| ST02   | 一橋学園駅 | 2.4      | 2.4         | -              | 拝島線経由 新宿線直通 |                                                                      | ◇    | 小平市   |
| ST03   | 青梅街道駅 | 1.0      | 3.4         | -              | 拝島線経由 新宿線直通 |                                                                      | ｜   | 小平市   |
| ST04   | 萩山駅     | 1.2      | 4.6         | 23.7           | ●                     | 西武鉄道： 拝島線 (SS30) （ 拝島線経由新宿線西武新宿駅まで直通運転） | ◇    | 東村山市 |
| ST05   | 八坂駅     | 1.0      | 5.6         | 24.7           | ●                     |                                                                      | ｜   | 東村山市 |
|        | 回田信号場 | -        | (7.0)       | (26.1)         | ｜                    |                                                                      | ◇    | 東村山市 |
| ST06   | 武蔵大和駅 | 2.5      | 8.1         | 27.2           | ●                     |                                                                      | ｜   | 東村山市 |
| ST07   | 多摩湖駅   | 1.1      | 9.2         | 28.3           | ●                     | 西武鉄道： 山口線 (SY01)                                             | ◇    | 東村山市 |

### 廃駅・廃止信号所
「歴史」の節で記した通り、開業時と比べて改変が著しい路線である。特に萩山駅以南は廃駅が多い。一番駅数が多くなったのは1939年1月から1953年1月15日の間で、当時4.4kmだった南側の区間に8つもの駅がひしめき合っていた。当時の駅は以下の通り。括弧内は駅間距離／当時の国分寺駅起点の営業距離 (km)。
- 国分寺駅 (0.0/0.0) : 現存（1990年に萩山方に0.1km移設）
- 東国分寺駅 (0.9/0.9) : 三小通りの南
- 桜堤駅 (1.0/1.9) : 当初玉川上水桜橋の北、移転後は南
- 一橋大学駅 (0.4/2.3) : 一橋学園駅南口から数十m南方
- 小平学園駅 (0.4/2.7) : 一橋学園駅北口前すぐ
- 厚生村駅 (0.2/2.9) : 場所の詳細不明（小平福祉会館付近?）
- 青梅街道駅 (0.6/3.5) : 現存
- 萩山駅 (0.9/4.4) : 現存（1958年に多摩湖（西武遊園地）方に0.3km移設）

1953年から翌年にかけて東国分寺・桜堤・厚生村の各駅が休止のまま廃駅となったことで一気に5駅まで減り、さらに1966年の一橋大学駅・小平学園駅統合による一橋学園駅設置と本町信号場設置で現在のように4駅と1信号場という形になった。このためこの区間で開業当時からの駅は国分寺駅・青梅街道駅・萩山駅のみで、このうち国分寺駅と萩山駅は移転しているため、厳密に開業当時のままなのは青梅街道駅のみである。

## その他

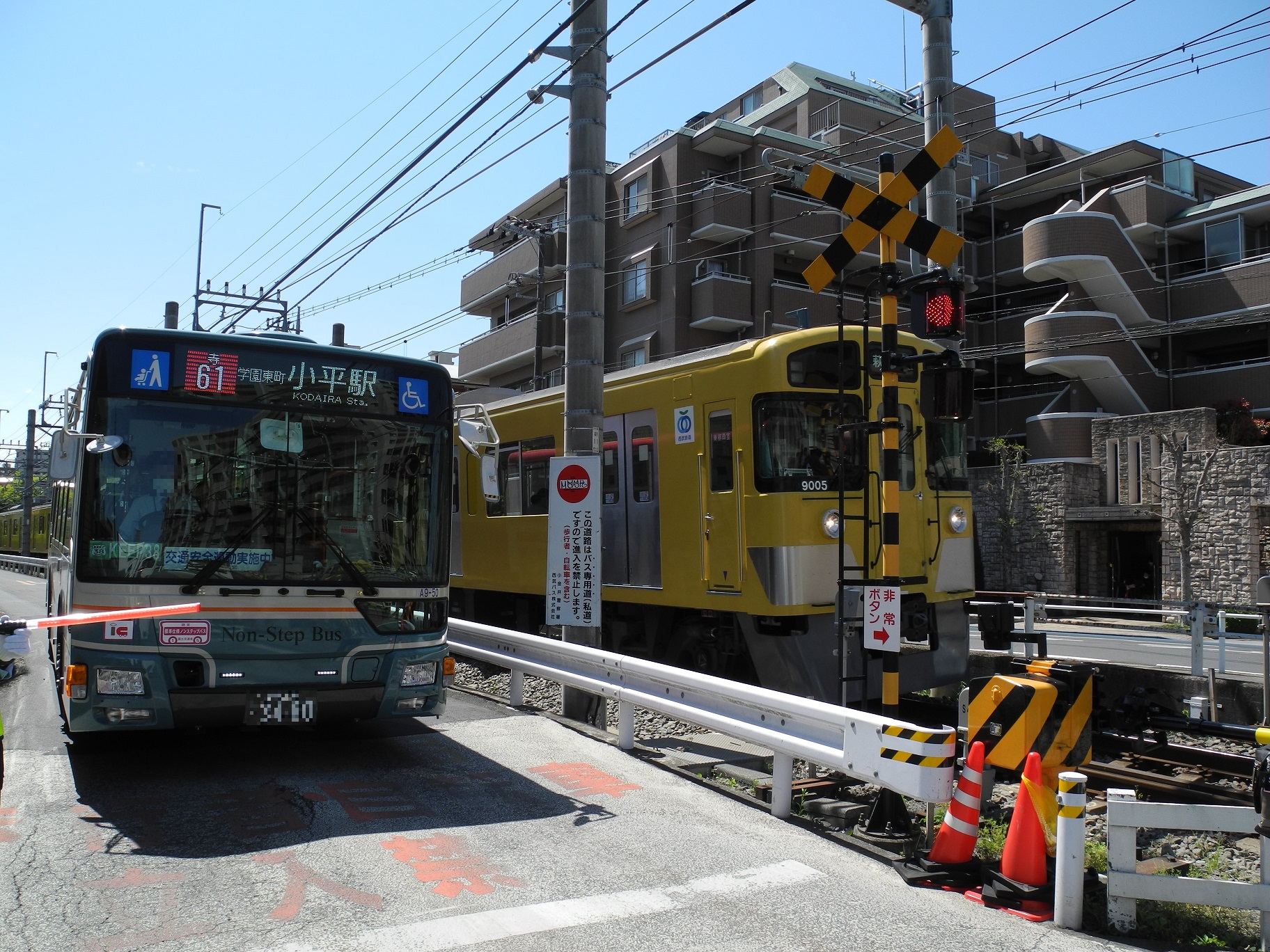
国分寺駅付近にある多摩湖線沿線の西武バス専用レーン（2021年4月10日）

- 国分寺駅から500m程は市道と西武バス専用道路に挟まれた格好になっており、線路とはガードレールで区切られているものの併用軌道のような雰囲気となっている。これは多摩湖線複線化用地として確保されていたものを専用道路に転用したためである[32]。その先も並行して道路が延び、複線化用地も所々で散見されるが、具体的に行う様子はない。
- 国分寺 - 萩山間の踏切には列車方向を示す矢印ランプが設置されていない。これは基本的に列車交換が一橋学園駅のみで行われるため、一方から電車が来たら次は反対側から来ると認識できるためである。
- 1928年11月2日に開業した萩山 - 本小平間 (0.99km) は、当時日本で最も始点と終点間の距離が短い路線だった。終点・本小平駅は小平駅の西側の道路をはさんだあたりにあった。
- 八坂駅から多摩湖駅方向へ約200mの地点で国分寺線と立体交差するが、駅は設けられていない。
- 萩山駅から多摩湖駅方向へ約200m地点の地下をJR武蔵野線が通過している。
- 朝ラッシュ時の利用客は多いものの営業利益は少なく、営業係数は250を超えている。これは多摩川線もよく似た状況である。
- 上記の赤字を理由に、2012年には西武ホールディングスの筆頭株主となっていたアメリカ合衆国の投資法人であるサーベラス・キャピタル・マネジメント社から同線を含む5路線の廃止が要求されたが、西武側は拒絶し、地元自治体からも反発が起きた。結局、サーベラスの要求は実現せず、同社は2017年までに西武株を全て売却した。